# Edificio Gonzalo Mejía
El edificio Gonzalo Mejía o Teatro Junín fue un inmueble de estilo art nouveau situado en la esquina del pasaje Junín con la avenida La Playa, en el centro de Medellín, Colombia. Fue diseñado por el arquitecto belga Agustín Goovaerts en 1922. Contaba con varios locales comerciales, entre los que se destacaban el Teatro Junín propiamente dicho y el Hotel Europa. Fue demolido en 1967 y en su lugar se construyó el edificio Coltejer. 

## Historia
El edificio fue construido por iniciativa del empresario Gonzalo Mejía, quien en 1914 fundó la Compañía Cinematográfica Antioqueña. El Teatro Junín se construyó para proyectar las películas que se estaban produciendo en Hollywood y México.
Lo diseñó el arquitecto modernista Agustín Goovaerts en 1922, poco después de llegar a Medellín, cuando la quebrada Santa Elena no había sido canalizada y seguía el mismo recorrido de la actual avenida La Playa. Durante los mismos años trabajó en el Palacio de la Gobernación y el Palacio Nacional, situados a pocas cuadras del edificio Gonzalo Mejía.
La sala del Teatro Junín fue inaugurada en octubre de 1924 con el estreno de la película italiana La sombra. En 1930, el arriendo del teatro pasó a Cine Colombia. Durante varias décadas fue un centro cultural y económico regional, lo mismo que de actividades políticas, como sesiones del cabildo, lanzamientos para concejos municipales, conmemoraciones o acalorados debates sobre infraestructura.
Pese a su valor arquitectónico y urbano, fue demolido en 1967. En 1968 comenzó en su lugar la construcción del edificio Coltejer, que fue concluido en 1972.

## Arquitectura
El Junín tenía capacidad para 4700 espectadores, con 37 palcos, un centenar de lunetas, 800 puestos y cerca de 2000 sillas en galería. En su momento fue el séptimo teatro cubierto más grande del mundo. Su decoración se basaba en referencias emblemáticas o de connotación ósea o vegetal.
La fachada acristalada era tan transparente como permitía el sistema constructivo tradicional. Esto lo hacía más ligero que sus contemporáneos y constituyó una novedad en la arquitectura de Colombia.
La principal decoración eran sus múltiples arcos, el tema básico de los edificios de Goovaerts que son explorados en sus distintas posibilidades formales. Junto a las columnas, estas eran su únicos elementos estructurales, pues el inmueble no tenía fustes, capiteles ni frontones.
La edificación fue una de las grandes obras de la ingeniería y de la arquitectura colombiana de los años 1920. En particular, expresó por primera vez en el país los principios arquitectónicos del art nouveau de Victor Horta, que Goovaerts conoció durante sus estudios en Bruselas.

## Galería

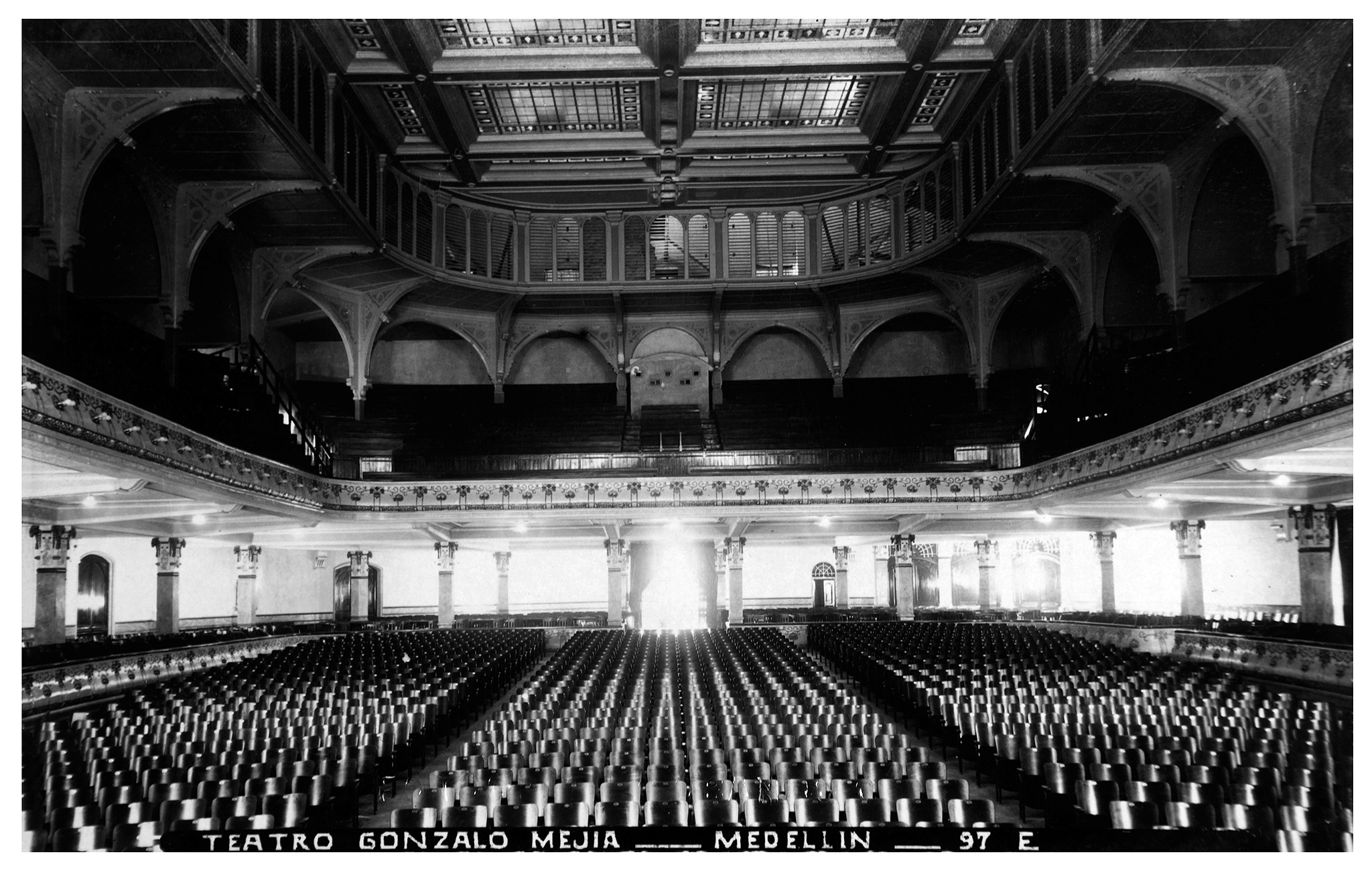
La platea en 1924
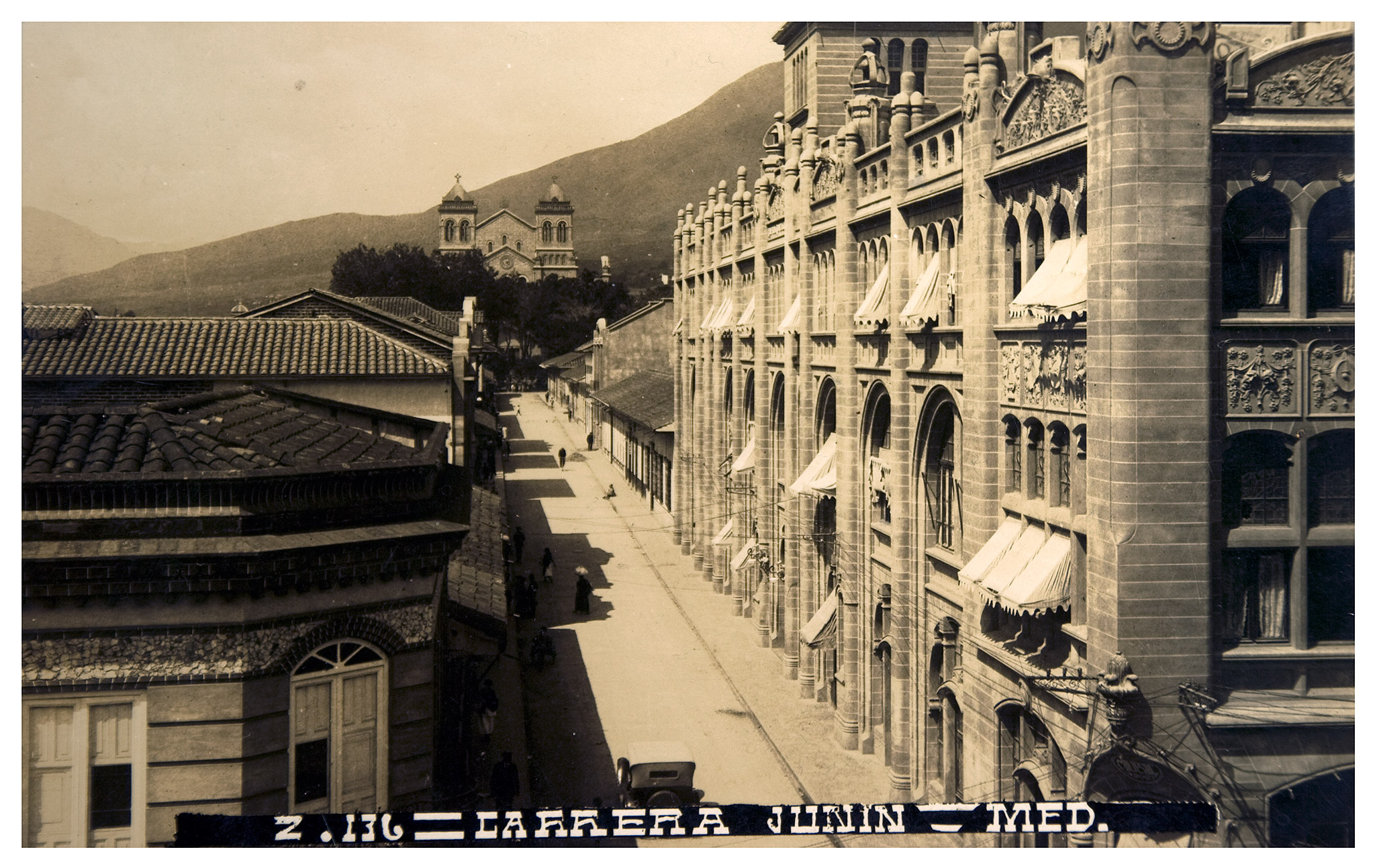
Fachada occidental sobre la carrera Junín
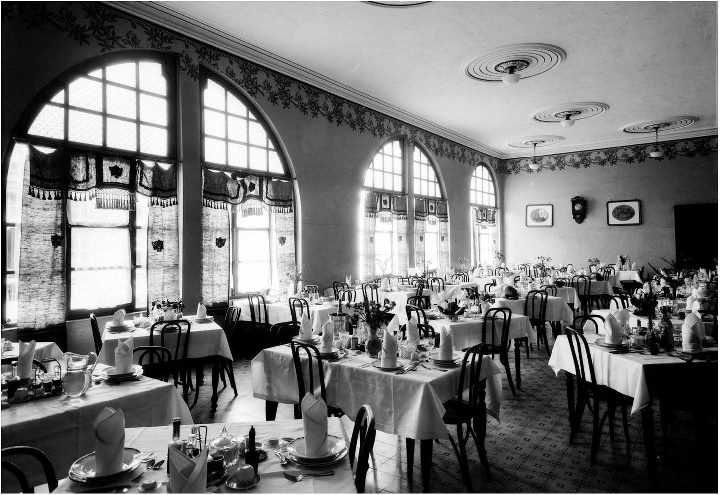
Restaurante del Hotel Europa
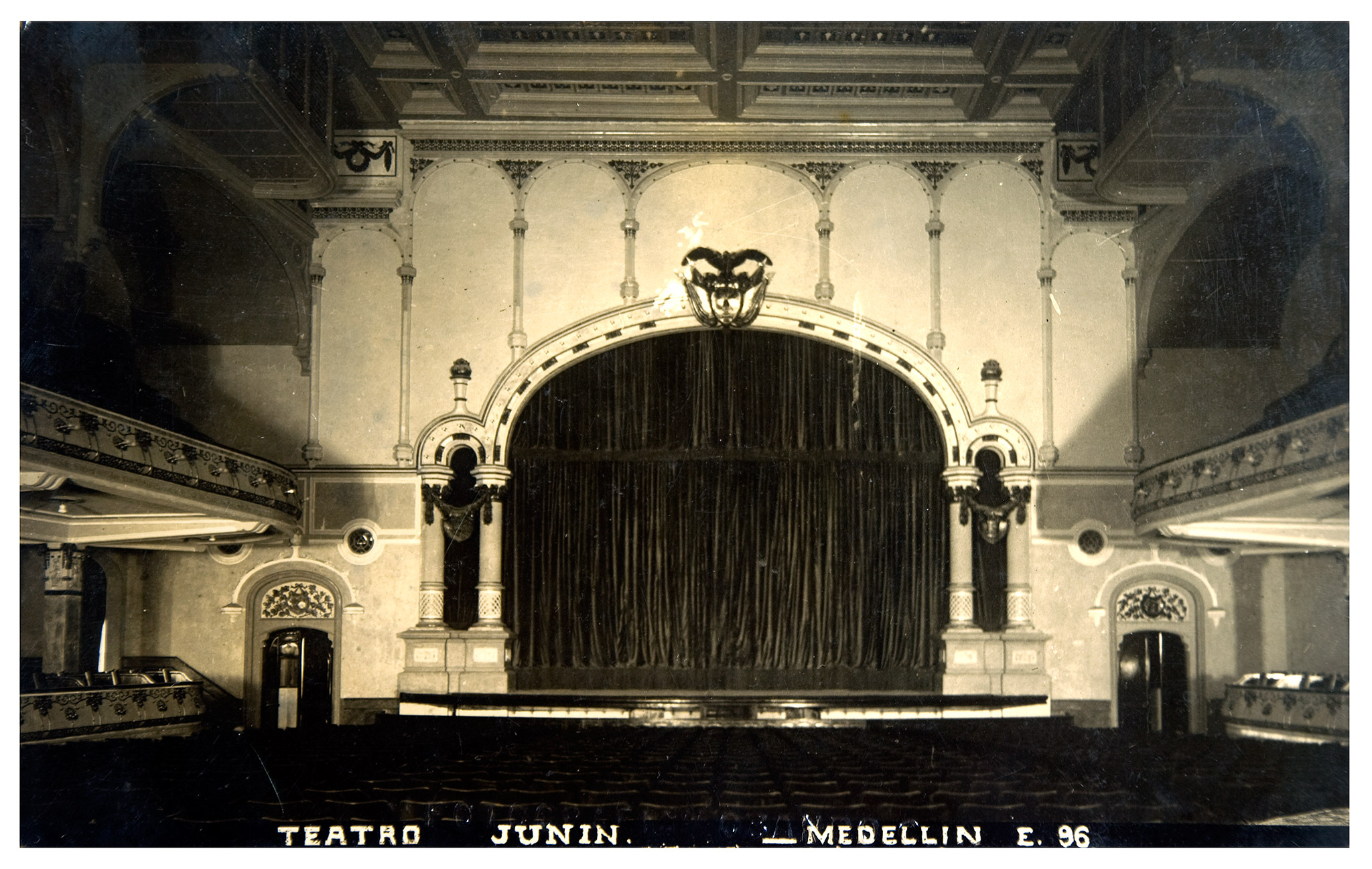
Escenario del Teatro Junín
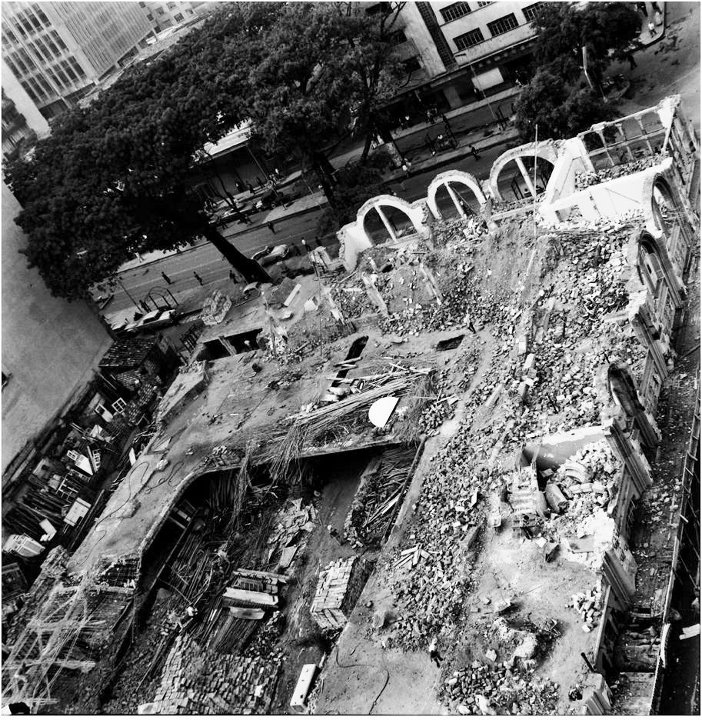
Demolición en 1967